# Эмо-поп
Эмо-поп (также известный как эмо-поп-панк, эмо-панк, пост-эмо и третья волна эмо) — поджанр поп-панка и поп-рока, находящийся на стыке поп-панка с эмо.

## Музыкальная характеристика
Обозреватель AllMusic описал эмо-поп, как смесь «юношеского отчаяния с блестящим производством», привлекательную для широкой публики, используя «высокие мелодии, ритмичные гитары и тематику песен, затрагивающую взросление, отношения и разбитое сердце». По-мнению проекта, данный сплав поп-панка и эмо в основном привлекателен для подростковой аудитории.
Пол Лестер из британской газеты The Guardian назвал эмо-поп кроссовером между «слащавым бой-бэнд-попом» и эмо.

## История жанра
Такие эмо-группы, как The Wrens, Weezer, Sense Field и Jawbreaker, заложили основы для формирования эмо-попа. В 1999 году группа The Get Up Kids из Канзас-Сити выпустила один из крупнейших альбомов в истории жанра, названный Something to Write Home About. 
Также они оказали влияние на новую эмо-поп-группу Fall Out Boy, а среди прочих групп, оказавших на неё влияние можно отметить New Found Glory, Green Day, Screeching Weasel, Lifetime, Earth Crisis, Gorilla Biscuits и The Ramones. 
Другой влиятельной группой для эмо-попа является Blink-182. Новое поколение поклонников поп-панка, эмо-попа и альтернативного рока называли их звучание «чрезвычайно влиятельным», а Джеймс Монтгомери написал для MTV, что «без них не было бы ни Fall Out Boy, ни Paramore, ни Fueled by Ramen». Он также отметил, что Blink-182 помогли добиться известности таким группам, как Jimmy Eat World, Motion City Soundtrack, Taking Back Sunday, Brand New и New Found Glory. Эмо/панк-рок-группа Jawbreaker оказала влияние на Fall Out Boy и My Chemical Romance.
Эмо-поп появился в середине 1990-х, благодаря группам Jimmy Eat World, The Get Up Kids, The Promise Ring, The Starting Line, Saves the Day и The Movielife. Jimmy Eat World создали ранний эмо-поп-звук на своих альбомах Static Prevails (1996) и Clarity (1999), последний из которых оказал крупное влияние на современное эмо. В поздних 1990-х эмо-поп добился незначительного независимого успеха. The Get Up Kids продали более 15 тысяч копий своего дебютного альбома Four Minute Mile в 1997 году до того, как заключили контракт с лейблом Vagrant Records, который принялся продвигать группу дальше, отправляя их в туры выступать на разогреве у более известных групп, таких, как Weezer.
По мнению рецензента AllMusic, настоящий коммерческий успех, благодаря которому он попал в мейнстрим, пришёл к эмо-попу в 2001 году, когда Jimmy Eat World выпустили свой четвёртый альбом Bleed American. Сингл «The Middle» стал международным хитом, попал во множество мировых чартов, в частности, в 5 чартах Billboard он пробился в топ-5, а в чарте US Alternative Songs занял высшую строчку.
С ростом популярности жанра лейбл звукозаписи Fueled by Ramen стал центром движения, выпуская платиновые бестселлеры таких групп, как Fall Out Boy, Panic! at the Disco и Paramore. Сформировались две региональные сцены: во Флориде, возглавляемая лейблом Fueled by Ramen, и на среднем западе, возглавляемая Питом Венцом, басистом Fall Out Boy. Сцена среднего запада вырвалась вперёд после того, как Fall Out Boy в 2005 году выпустили сингл с песней «Sugar, We're Goin Down», поднявшийся на 8 строчку в чарте Billboard Hot 100 и получивший обширную поддержку со стороны радио. В 2008 году группа Cash Cash выпустила альбом Take It to the Floor, который AllMusic охарактеризовал, как «окончательное утверждение пустоголового, блестящего, свободного эмо-попа». В этом же году британская группа You Me at Six дебютировала с альбомом Take Off Your Colours, который Джон О'Брайан из AllMusic назвал «дословным руководством по эмо-попу для чайников». В Великобритании альбом получил золотой сертификат.
В начале 2010-х популярность эмо-попа пошла на спад. Многие эмо-поп-группы остаются популярными и по сей день, однако Panic! at the Disco, Cash Cash, Paramore и Fall Out Boy решили оставить эмо-поп и поменять свой стиль.

## Некоторые представители жанра
| - Panic! at the Disco - Jimmy Eat World - Metro Station - The Promise Ring - The Movielife - You Me at Six | - The Get Up Kids - Fall Out Boy - The Starting Line - Cash Cash | - Simple Plan - All Time Low - Paramore - Saves the Day - The Wonder Years |